# SS Cotopaxi
SS Cotopaxi fue un barco granelero de la clase EFC Design 1060 construido para la Emergency Fleet Corporation (EFC) por encargo del United States Shipping Board (USSB), una organización encargada de adquirir y mantener barcos mercantes para los Estados Unidos en el marco del programa de construcción naval de emergencia para contribuir a los esfuerzos bélicos durante la Primera Guerra Mundial.
El barco fue botado el 15 de noviembre de 1918, recibió su nombre del estratovolcán Cotopaxi, en Ecuador. El barco iniciaría sus operaciones el 22 de diciembre de 1918 bajo dirección de la USSB, hasta que fue vendido a la Clinchfield Navigation Company el 23 de diciembre de 1919.
El barco y sus treinta y dos tripulantes desaparecieron en diciembre de 1925, mientras transportaban un cargamento de carbón desde Charleston, Carolina del Sur, hacia La Habana. El pecio fue descubierto en la década de 1980, pero no fue identificado hasta enero de 2020.

## Descripción
El SS Cotopaxi fue uno de diecisiete barcos de clase EFC Diseño 1060, los cuales eran buques de vapor de tipo "Laker" (un tipo de barcos graneleros especialmente diseñados para la navegación en los Grandes Lagos) construidos por la Great Lakes Engineering Works en los astilleros de River Rouge, Ecorse, Michigan. La quilla se colocó el 29 de agosto de 1918, y fue botado el 15 de noviembre para finalmente ser entregado a la USSB el 30 de noviembre de 1918. Se le asignó el número oficial 217270 y la matrícula LNWH 
El diseño llevaba los motores en la popa e incluía una caseta de cubierta con cuatro escotillas de carga en la proa servidas por dos mástiles. Estas naves estaban propulsadas por un motor de triple expansión de 1350 caballos de fuerza (1368,7 CV) propulsado por dos calderas marinas escocesas alimentadas con carbón.
El barco tenía una longitud de 77,2 m, un ancho de 13,3 m y 7,7 m de puntal. Tenía un TPM (Tonelaje de Peso Muerto) de 4 200 Toneladas. Las naves Design 1060 llegaron a costar $ 827,648.48.

## Operación
Después de su llegada a Boston, el 22 de diciembre de 1918, el barco fue asignado a la USSB para navegar desde puertos en Estados Unidos hacia América del Sur.
El 16 de junio de 1919,  el Cotopaxi encalló en el Canal de Braganca, Pará, Brasil durante un viaje de Filadelfia a Salvador de Bahía. Después de arrojar unas 400 toneladas de carbón, el barco logró llegar a puerto el 19 de junio, sufriendo graves daños, incluidos daños en los motores. Las reparaciones costaron alrededor de US$200 000 (equivalente a $3 514 779 en 2023).
El Cotopaxi fue vendido a la Clinchfield Navigation Company el 23 de diciembre de 1919 por el precio de $ 375,000, $ 93,750 de los cuales se pagaron en efectivo y el resto se pagó en tres cuotas por el mismo valor.
En 1920, el barco estaba ingresando al puerto de La Habana, Cuba, con un cargamento de carbón traído desde Charleston, Carolina del Sur cuando chocó con el remolcador Saturno de Ward Line. El Cotopaxi no sufrió daños graves pero el remolcador se hundió. La justicia determinó que el accidente fue culpa de ambos buques por igual.

## Viaje final
El Cotopaxi partió de Charleston hacia La Habana el 29 de noviembre de 1925, al mando del capitán W.J. Meyer, con un cargamento de carbón y una tripulación de treinta y dos hombres. El 1 de diciembre, Cotopaxi emitió señales de socorro informando que el buque se estaba escorando y haciendo agua durante una tormenta. El barco se declaró oficialmente como retrasado el 31 de diciembre.

## Pecio
El pecio del Cotopaxi yace a 65 kilómetros de St. Augustine, Florida. Fue descubierto en la década de 1980, pero no pudo ser identificado, por lo que se lo apodó "Bear Wreck" (que se traduce como "naufragio del oso"). El pecio fue finalmente identificado en enero de 2020 por el biólogo marino Michael Barnette tras una investigación de quince años.

## El destino de sus buques gemelos
Tres de los diecisiete barcos Design 1060 construidos en los astilleros de River Rouge Yard desaparecieron, entre ellos consta el Cotopaxi.
El Coushatta, rebautizado como John Tracy, figuraba como desaparecido en enero de 1927 mientras viajaba desde Norfolk, Virginia, hacia Boston. El naufragio fue encontrado en el Santuario Marino Nacional de Stellwagen Bank.
El Coverun rebautizado como Mahukona para posteriormente ser operado con el nombre de Santa Clara bajo bandera brasileña, desapareció al suroeste de las Bermudas en febrero de 1941, mientras viajaba de Newport News a Río de Janeiro.
Varios Design 1060 se perdieron durante la guerra, y otros naufragaron en circunstancias conocidas. El Corydon  se hundió en el Canal de las Bahamas durante un huracán en septiembre de 1919. El Cottonwood, rebautizado como Stanburn, se hundió en octubre de 1946 tras chocar contra un objeto sumergido.

## El Cotopaxi en la ficción
En la película Encuentros en la tercera fase de 1977, el Cotopaxi aparece en el desierto de Gobi, relacionado con el misterio del Triángulo de las Bermudas y presumiblemente establecido allí por fuerzas extraterrestres.